# Benjamin Almoneda
Benjamin de Jesus Almoneda (ur. 11 kwietnia 1930 w Naga City, zm. 6 stycznia 2023 w Manili) – filipiński duchowny rzymskokatolicki, w latach 1991–2007 biskup Daet.

## Życiorys
Święcenia kapłańskie przyjął 22 marca 1958. 19 grudnia 1989 został prekonizowany biskupem pomocniczym Daet ze stolicą tytularną Thimida. Sakrę biskupią otrzymał 6 stycznia 1990. 7 czerwca 1991 mianowany został biskupem diecezjalnym. 4 kwietnia 2007 przeszedł na emeryturę.